# 14.ª etapa del Giro de Italia 2022
La 14.ª etapa del Giro de Italia 2022 tuvo lugar el 21 de mayo de 2022 entre Santena y Turín sobre un recorrido de 147 km. El vencedor fue el británico Simon Yates del equipo BikeExchange-Jayco y el ecuatoriano Richard Carapaz del INEOS Grenadiers se convirtió en el nuevo líder de la prueba.

## Clasificación de la etapa
| Santena - Turín | etapa escarpada | (147 km) |

| \| Clasificación de la etapa \| Clasificación de la etapa \| Clasificación de la etapa \| Clasificación de la etapa \| Clasificación de la etapa \| \| Ciclista \| Ciclista \| Equipo \| Tiempo \| \| \| ------------------------- \| ------------------------- \| ---------------------------------- \| ------------------------- \| ------------------------- \| \| 1.º \| Simon Yates \| BikeExchange-Jayco \| 3 h 43 min 44 s \| \| \| 2.º \| Jai Hindley \| Bora-Hansgrohe \| + 15 s \| \| \| 3.º \| Richard Carapaz \| Ineos Grenadiers \| + 15 s \| \| \| 4.º \| Vincenzo Nibali \| Astana Qazaqstan Team \| + 15 s \| \| \| 5.º \| Domenico Pozzovivo \| Intermarché-Wanty-Gobert Matériaux \| + 28 s \| \| \| 6.º \| João Almeida \| UAE Team Emirates \| + 39 s \| \| \| 7.º \| Mikel Landa \| Bahrain Victorious \| + 51 s \| \| \| 8.º \| Pello Bilbao \| Bahrain Victorious \| + 51 s \| \| \| 9.º \| Emanuel Buchmann \| Bora-Hansgrohe \| + 1 min 10 s \| \| \| 10.º \| Juan Pedro López \| Trek-Segafredo \| + 4 min 25 s \| \| |                    |                                    |                 |
| |                    |                                    |                 |
| Fuente: ProCyclingStats |                    |                                    |                 |
| Clasificación de la etapa |                    |                                    |                 |
| Ciclista | Ciclista           | Equipo                             | Tiempo          |
| 1.º | Simon Yates        | BikeExchange-Jayco                 | 3 h 43 min 44 s |
| 2.º | Jai Hindley        | Bora-Hansgrohe                     | + 15 s          |
| 3.º | Richard Carapaz    | Ineos Grenadiers                   | + 15 s          |
| 4.º | Vincenzo Nibali    | Astana Qazaqstan Team              | + 15 s          |
| 5.º | Domenico Pozzovivo | Intermarché-Wanty-Gobert Matériaux | + 28 s          |
| 6.º | João Almeida       | UAE Team Emirates                  | + 39 s          |
| 7.º | Mikel Landa        | Bahrain Victorious                 | + 51 s          |
| 8.º | Pello Bilbao       | Bahrain Victorious                 | + 51 s          |
| 9.º | Emanuel Buchmann   | Bora-Hansgrohe                     | + 1 min 10 s    |
| 10.º | Juan Pedro López   | Trek-Segafredo                     | + 4 min 25 s    |

## Clasificaciones al final de la etapa

### Clasificación general(Maglia Rosa)
| \| Clasificación general \| Clasificación general \| Clasificación general \| Clasificación general \| Clasificación general \| \| Ciclista \| Ciclista \| Equipo \| Tiempo \| \| \| --------------------- \| --------------------- \| ---------------------------------- \| --------------------- \| --------------------- \| \| 1.º \| Richard Carapaz \| Ineos Grenadiers \| 58 h 21 min 28 s \| \| \| 2.º \| Jai Hindley \| Bora-Hansgrohe \| + 7 s \| \| \| 3.º \| João Almeida \| UAE Team Emirates \| + 30 s \| \| \| 4.º \| Mikel Landa \| Bahrain Victorious \| + 59 s \| \| \| 5.º \| Domenico Pozzovivo \| Intermarché-Wanty-Gobert Matériaux \| + 1 min 01 s \| \| \| 6.º \| Pello Bilbao \| Bahrain Victorious \| + 1 min 52 s \| \| \| 7.º \| Emanuel Buchmann \| Bora-Hansgrohe \| + 1 min 58 s \| \| \| 8.º \| Vincenzo Nibali \| Astana Qazaqstan Team \| + 2 min 58 s \| \| \| 9.º \| Juan Pedro López \| Trek-Segafredo \| + 4 min 04 s \| \| \| 10.º \| Alejandro Valverde \| Movistar Team \| + 9 min 06 s \| \| |                    |                                    |                  |
| |                    |                                    |                  |
| Fuente: ProCyclingStats |                    |                                    |                  |
| Clasificación general |                    |                                    |                  |
| Ciclista | Ciclista           | Equipo                             | Tiempo           |
| 1.º | Richard Carapaz    | Ineos Grenadiers                   | 58 h 21 min 28 s |
| 2.º | Jai Hindley        | Bora-Hansgrohe                     | + 7 s            |
| 3.º | João Almeida       | UAE Team Emirates                  | + 30 s           |
| 4.º | Mikel Landa        | Bahrain Victorious                 | + 59 s           |
| 5.º | Domenico Pozzovivo | Intermarché-Wanty-Gobert Matériaux | + 1 min 01 s     |
| 6.º | Pello Bilbao       | Bahrain Victorious                 | + 1 min 52 s     |
| 7.º | Emanuel Buchmann   | Bora-Hansgrohe                     | + 1 min 58 s     |
| 8.º | Vincenzo Nibali    | Astana Qazaqstan Team              | + 2 min 58 s     |
| 9.º | Juan Pedro López   | Trek-Segafredo                     | + 4 min 04 s     |
| 10.º | Alejandro Valverde | Movistar Team                      | + 9 min 06 s     |

### Clasificación por puntos(Maglia Ciclamino)
| Clasificación por puntos | Clasificación por puntos | Clasificación por puntos        | Clasificación por puntos | Clasificación por puntos |
| Ciclista                 | Ciclista                 | Equipo                          | Puntos                   |                          |
| ------------------------ | ------------------------ | ------------------------------- | ------------------------ | ------------------------ |
| 1.º                      | Arnaud Démare            | Groupama-FDJ                    | 238 pts                  |                          |
| 2.º                      | Mark Cavendish           | Quick-Step Alpha Vinyl          | 121 pts                  |                          |
| 3.º                      | Fernando Gaviria         | UAE Team Emirates               | 117 pts                  |                          |
| 4.º                      | Mathieu van der Poel     | Alpecin-Fenix                   | 90 pts                   |                          |
| 5.º                      | Alberto Dainese          | Team DSM                        | 81 pts                   |                          |
| 6.º                      | Phil Bauhaus             | Bahrain Victorious              | 72 pts                   |                          |
| 7.º                      | Filippo Tagliani         | Drone Hopper-Androni Giocattoli | 70 pts                   |                          |
| 8.º                      | Simone Consonni          | Cofidis                         | 67 pts                   |                          |
| 9.º                      | Thomas de Gendt          | Lotto-Soudal                    | 53 pts                   |                          |
| 10.º                     | Richard Carapaz          | Ineos Grenadiers                | 42 pts                   |                          |

### Clasificación de la montaña(Maglia Azzurra)
| Clasificación de la montaña | Clasificación de la montaña | Clasificación de la montaña     | Clasificación de la montaña | Clasificación de la montaña |
| Ciclista                    | Ciclista                    | Equipo                          | Puntos                      |                             |
| --------------------------- | --------------------------- | ------------------------------- | --------------------------- | --------------------------- |
| 1.º                         | Diego Rosa                  | Eolo-Kometa                     | 92 pts                      |                             |
| 2.º                         | Koen Bouwman                | Jumbo-Visma                     | 69 pts                      |                             |
| 3.º                         | Jai Hindley                 | Bora-Hansgrohe                  | 62 pts                      |                             |
| 4.º                         | Richard Carapaz             | Ineos Grenadiers                | 56 pts                      |                             |
| 5.º                         | Lennard Kämna               | Bora-Hansgrohe                  | 43 pts                      |                             |
| 6.º                         | Wilco Kelderman             | Bora-Hansgrohe                  | 36 pts                      |                             |
| 7.º                         | Bauke Mollema               | Trek-Segafredo                  | 30 pts                      |                             |
| 8.º                         | Wout Poels                  | Bahrain Victorious              | 27 pts                      |                             |
| 9.º                         | Natnael Tesfatsion          | Drone Hopper-Androni Giocattoli | 26 pts                      |                             |
| 10.º                        | Davide Formolo              | UAE Team Emirates               | 25 pts                      |                             |

### Clasificación de los jóvenes(Maglia Bianca)
| Clasificación del mejor joven | Clasificación del mejor joven | Clasificación del mejor joven | Clasificación del mejor joven | Clasificación del mejor joven |
| Ciclista                      | Ciclista                      | Equipo                        | Tiempo                        |                               |
| ----------------------------- | ----------------------------- | ----------------------------- | ----------------------------- | ----------------------------- |
| 1.º                           | João Almeida                  | UAE Team Emirates             | 58 h 21 min 58 s              |                               |
| 2.º                           | Juan Pedro López              | Trek-Segafredo                | + 3 min 34 s                  |                               |
| 3.º                           | Thymen Arensman               | Team DSM                      | + 11 min 17 s                 |                               |
| 4.º                           | Santiago Buitrago             | Bahrain Victorious            | + 22 min 15 s                 |                               |
| 5.º                           | Pavel Sivakov                 | Ineos Grenadiers              | + 25 min 07 s                 |                               |
| 6.º                           | Iván Ramiro Sosa              | Movistar Team                 | + 33 min 35 s                 |                               |
| 7.º                           | Luca Covili                   | Bardiani CSF Faizanè          | + 37 min 36 s                 |                               |
| 8.º                           | Mauri Vansevenant             | Quick-Step Alpha Vinyl        | + 39 min 40 s                 |                               |
| 9.º                           | Tobias Foss                   | Jumbo-Visma                   | + 52 min 56 s                 |                               |
| 10.º                          | Vadim Pronskiy                | Astana Qazaqstan Team         | + 53 min 21 s                 |                               |

### Clasificación por equipos"Súper team"
| Clasificación por equipos | Clasificación por equipos          | Clasificación por equipos | Clasificación por equipos |
| Equipo                    | Equipo                             | Tiempo                    |                           |
| ------------------------- | ---------------------------------- | ------------------------- | ------------------------- |
| 1.º                       | Bora-Hansgrohe                     | 175 h 07 min 44 s         |                           |
| 2.º                       | Bahrain Victorious                 | + 7 min 19 s              |                           |
| 3.º                       | Intermarché-Wanty-Gobert Matériaux | + 8 min 05 s              |                           |
| 4.º                       | Trek-Segafredo                     | + 39 min 02 s             |                           |
| 5.º                       | Ineos Grenadiers                   | + 48 min 48 s             |                           |
| 6.º                       | Astana Qazaqstan Team              | + 1 h 00 min 26 s         |                           |
| 7.º                       | Jumbo-Visma                        | + 1 h 05 min 23 s         |                           |
| 8.º                       | UAE Team Emirates                  | + 1 h 06 min 34 s         |                           |
| 9.º                       | BikeExchange-Jayco                 | + 1 h 13 min 07 s         |                           |
| 10.º                      | Movistar Team                      | + 1 h 16 min 03 s         |                           |

## Abandonos
- Giacomo Nizzolo (Israel-Premier Tech) no tomó la salida.
- Cees Bol (Team DSM) no tomó la salida.
- Alexander Krieger (Alpecin-Fenix) no tomó la salida.
- Tom Dumoulin (Jumbo-Visma) no completó la etapa tras llevar varios días con problemas físicos.[2]